# Стільяно
Стільяно (італ. Stigliano) — муніципалітет в Італії, у регіоні Базиліката, провінція Матера.
Стільяно розташоване на відстані близько 360 км на південний схід від Рима, 45 км на південний схід від Потенци, 45 км на південний захід від Матери.
Населення — 4446 осіб (2014).
Щорічний фестиваль відбувається 13 червня. Покровитель — Sant'Antonio di Padova.

## Демографія
Населення за роками:

Станом на 1 січня 2023 року в муніципалітеті офіційно проживало 89 іноземців з 16 країн, серед них 51 громадянин країн Євросоюзу та 5 громадян України.

## Клімат
| STIGLIANO        | Місяці | Місяці | Місяці | Місяці | Місяці | Місяці | Місяці | Місяці | Місяці | Місяці | Місяці | Місяці | Пора | Пора | Пора | Пора | Рік  |
| STIGLIANO        | Січ    | Лют    | Бер    | Кві    | Тра    | Чер    | Лип    | Сер    | Вер    | Жов    | Лис    | Гру    | Зим  | Вес  | Літ  | Осі  | Рік  |
| ---------------- | ------ | ------ | ------ | ------ | ------ | ------ | ------ | ------ | ------ | ------ | ------ | ------ | ---- | ---- | ---- | ---- | ---- |
| Темп. макс. (°C) | 6.1    | 7.2    | 9.8    | 13.3   | 18.7   | 23.4   | 27.0   | 27.5   | 23.1   | 16.8   | 12.0   | 8.4    | 7.2  | 13.9 | 26   | 17.3 | 16.1 |
| Темп. мін. (°C)  | 0.7    | 0.7    | 2.6    | 5.6    | 10.2   | 13.9   | 16.7   | 17.0   | 13.9   | 9.5    | 5.9    | 2.6    | 1.3  | 6.1  | 15.9 | 9.8  | 8.3  |

## Сусідні муніципалітети
- Аччеттура
- Аліано
- Чирильяно
- Крако
- Горгольйоне
- Монтальбано-Йоніко
- Сан-Мауро-Форте
- Сант'Арканджело
- Турсі